# TV Большой Медведицы
TV Большой Медведицы (лат. TV Ursae Majoris), HD 102159 — одиночная переменная звезда в созвездии Большой Медведицы на расстоянии приблизительно 950 световых лет (около 291 парсека) от Солнца. Видимая звёздная величина звезды — от +7,34m до +6,75m.

## Характеристики
TV Большой Медведицы — красный гигант, пульсирующая полуправильная переменная звезда типа SRB (SRB) спектрального класса M5III.